# Cerodontha pseudodorsalis
Cerodontha pseudodorsalis är en tvåvingeart som beskrevs av Zlobin 1979. Cerodontha pseudodorsalis ingår i släktet Cerodontha och familjen minerarflugor. Inga underarter finns listade i Catalogue of Life.